# Agrotis masculina
Agrotis masculina är en fjärilsart som beskrevs av Emilio Berio 1936. Agrotis masculina ingår i släktet Agrotis och familjen nattflyn. Inga underarter finns listade i Catalogue of Life.